# 恩克魯西哈達
22°37′1″N 79°51′58″W / 22.61694°N 79.86611°W

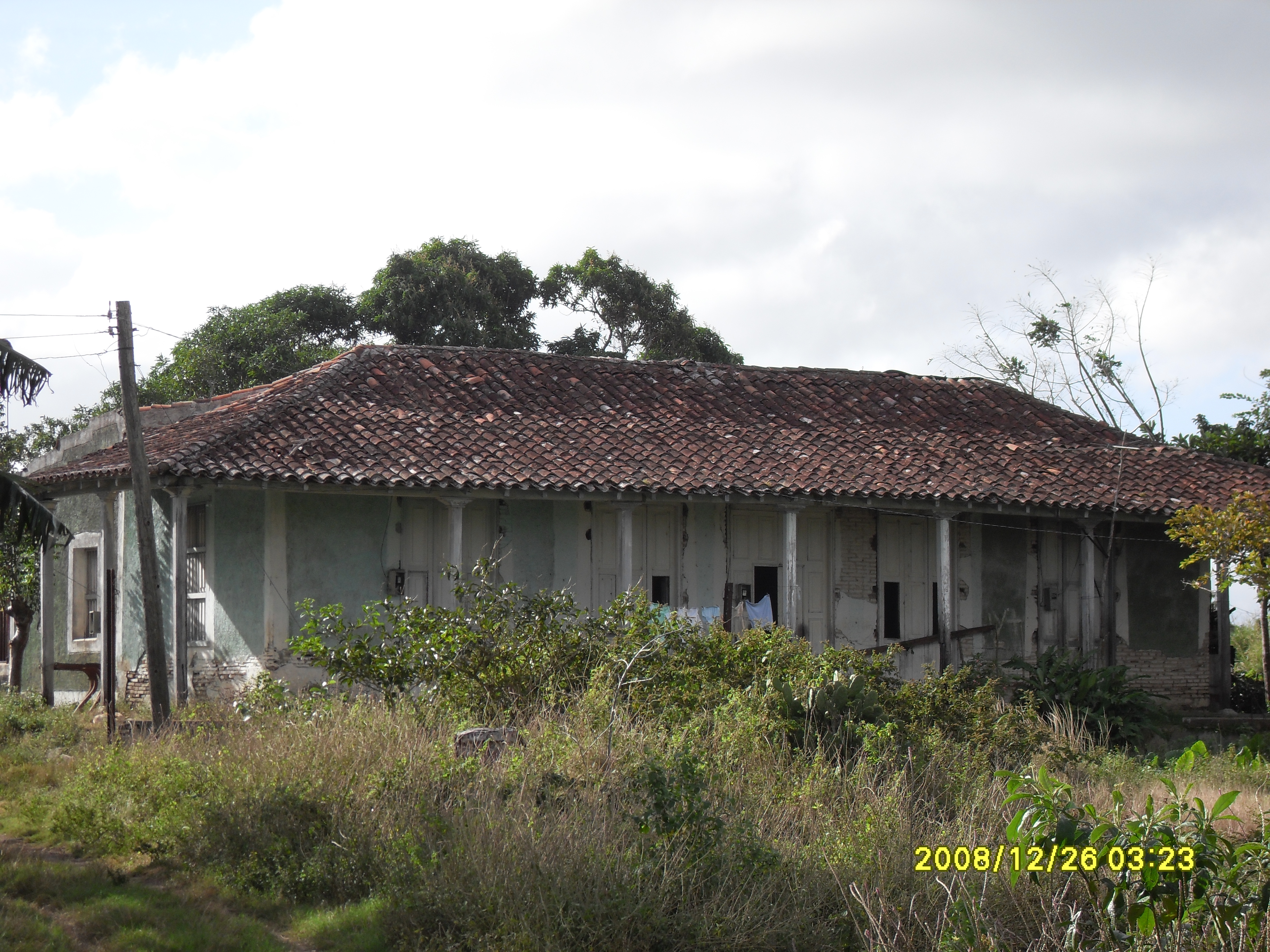

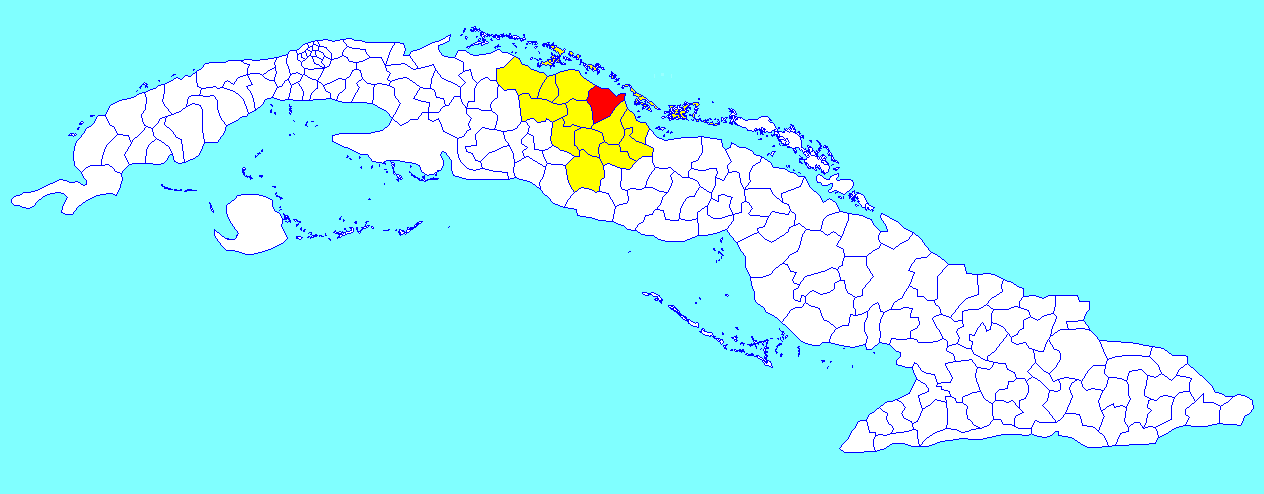

恩克魯西哈達（西班牙語：Encrucijada），是古巴的城鎮，位於該國中部，由比亞克拉拉省負責管轄，始建於1850年，面積345平方公里，海拔高度55米，根據2004年普查人口總數為33,641人，人口密度每平方公里97.5人。